# Mittleres Mecklenburg
Die Region Mittleres Mecklenburg macht den infrastrukturell am besten erschlossenen Landesteil des Bundeslandes Mecklenburg-Vorpommern aus. Zum Mittleren Mecklenburg wird die Hansestadt Rostock – die mit über 205.000 Einwohnern größte Stadt des Bundeslandes – und der sie umgebende Landkreis Rostock gerechnet. Zusammen bilden sie eine Regiopolregion.
Das Gebiet ist deckungsgleich mit dem Planungsverband Region Rostock, welcher als einer von vier Teilräumen für die regionale Landesplanung in Mecklenburg-Vorpommern fungiert. In der Region leben etwa 414.000 Einwohner.

## Geografische Lage
Der wichtigste Fluss in dieser Region ist die Warnow. Die Verkehrsverbindungen laufen sternförmig auf Rostock zu, der Großraum der Hafenstadt wird im öffentlichen Verkehr unter anderem durch die S-Bahn Rostock erschlossen. Wichtige Städte sind neben Rostock auch die Mittelzentren Güstrow, Bad Doberan und Teterow. Touristischer Anziehungspunkt ist vor allem die Ostseeküste der Mecklenburger Bucht mit dem Salzhaff, den Steilküsten sowie den Seebädern Rerik, Kühlungsborn, Heiligendamm, Warnemünde und Graal-Müritz.
Im Süden geht das Mittlere Mecklenburg in die sehr naturbelassene Mecklenburgische Seenplatte über. Im Osten bildet die Recknitz die historische Grenze zu Vorpommern, im Westen besteht ein fließender Übergang nach Westmecklenburg.

## Neugliederung der Landkreise

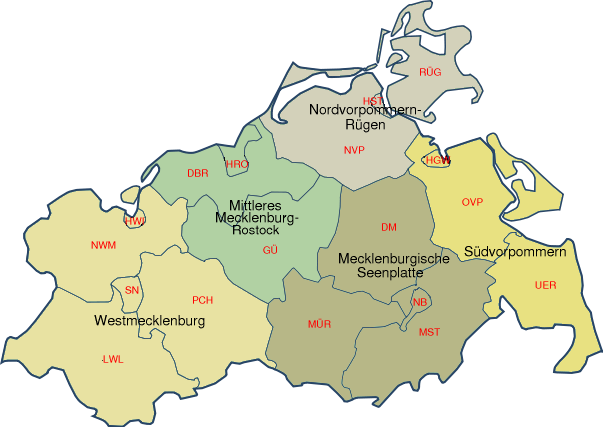
Mittleres Mecklenburg-Rostock als ursprünglich geplanter Landkreis der Kreisgebietsreform 2009

Gemäß der Entscheidung des Landtags am 5. April 2006 sollte es ab dem 1. Oktober 2009 einen Großkreis Mittleres Mecklenburg-Rostock mit der Kreisstadt Rostock geben. Dieser Großkreis sollte die bisherigen Landkreise Bad Doberan und Güstrow sowie die bisherige kreisfreie Stadt Rostock umfassen. Nach dem Urteil des Landesverfassungsgerichtes vom 26. Juli 2007 konnte das Reformgesetz in der geplanten Form als mit der Verfassung des Landes unvereinbar nicht umgesetzt werden. Stattdessen wurden mit der Kreisgebietsreform 2011 die Landkreise Bad Doberan und Güstrow zum neuen Landkreis Rostock mit dem Kreissitz in der Stadt Güstrow zusammengefasst.